# Leviatán Fútbol Club
El Leviatán Fútbol Club fue un equipo de fútbol de la Ciudad de México, que participó en la Serie A de la Segunda División de México.

## Historia
El equipo fue fundado en noviembre de 2020 luego de que un grupo de cinco empresarios que anteriormente habían formado el Club Mayas de la Tercera División decidieran iniciar un nuevo proyecto para competir en la Liga Premier de México, nombre con el que oficialmente es conocida la Segunda División del país.
En julio de 2021 el equipo dio a conocer a Miguel Salas como su entrenador para la primera temporada del club, además de en un principio se anunció el uso del Estadio Neza 86 como el escenario para sus partidos como local, el cual compartiría con el equipo Toros Neza de la Liga de Balompié Mexicano, sin embargo, la sede oficial del club y su centro de entrenamiento se encuentra en la Ciudad de México. En septiembre el equipo cambió su campo de juego al Estadio Jesús Martínez "Palillo" de la Ciudad de México, debido a que el estadio de Neza no fue aprobado por la Liga.
El 30 de julio de 2021 el Leviatán Fútbol Club fue anunciado oficialmente como un equipo participante en la Serie A de México, siendo colocado en el grupo 2 de esta categoría.
El equipo debutó de manera oficial el 19 de septiembre de 2021 cayendo derrotado por 3-1 ante el Club de Fútbol La Piedad. El Leviatán consiguió su primera victoria el 13 de octubre cuando derrotaron a domicilio a Escorpiones Fútbol Club con marcador de 3-4.
Desde sus inicios el equipo se caracterizó por padecer problemas financieros y económicos, los cuales ganaron notoriedad cuando en enero de 2023 el equipo jugó su partido ante Cafetaleros de Chiapas con camisetas falsificadas del uniforme visitante utilizado por el Inter de Milán en la temporada 2021-2022, un tipo de indumentaria que suele ser utilizada por equipos participantes en ligas amateur, en un principio la directiva del club alegó haber sufrido el robo de los uniformes oficiales para los juegos, sin embargo, posteriormente se informó que los problemas institucionales del equipo fueron la causa verdadera de la falta de la vestimenta habitual.
Los problemas económicos y financieros del club continuaron, por lo que el 7 de junio de 2023 el Leviatán F. C. fue suspendido por la Liga Premier y no pudo tomar parte de la temporada 2023-2024 de la categoría.Para el ciclo 2024-25 el equipo tampoco fue reactivado por lo que se consideró como disuelto de manera oficial.

## Estadio
El Leviatán Fútbol Club contó con dos estadios de juego diferentes, el primero de ellos era el Estadio Jesús Martínez "Palillo", un recinto deportivo multiusos que se encuentra ubicado en la Ciudad Deportiva Magdalena Mixhuca, en la Ciudad de México. El estadio cuenta con gradas con capacidad de 6,000 espectadores así como un palco presidencial. Lleva el nombre de su principal patrocinador financiero, el actor cómico Jesús Martínez, más conocido como "Palillo".
Ocasionalmente el equipo también disputaba algunos partidos en el Estadio Universidad Tecnológica de Nezahualcóyotl también conocido como Estadio Neza 86, el cual cuenta con una capacidad para albergar a 20,000 espectadores y fue inaugurado en 1981. Este recinto albergó tres partidos de la Copa Mundial de Fútbol de 1986. Fue la sede propuesta originalmente por el club para disputar sus partidos como local, sin embargo, por cuestiones de uso del estadio no pudo hacer uso de esta instalación hasta octubre de 2021.

## Temporadas
| Temporada     | División          | Posición       |
| ------------- | ----------------- | -------------- |
| Apertura 2021 | 3.Segunda Serie A | 13°. Grupo II  |
| Clausura 2022 | 3.Segunda Serie A | 13°. Grupo II  |
| Apertura 2022 | 3.Segunda Serie A | 11°. Grupo III |
| Clausura 2023 | 3.Segunda Serie A | 10°. Grupo III |